# Hound Tor
Hound Tor är klippor i Storbritannien.   De ligger i  England, i den södra delen av landet, 280 km väster om huvudstaden London. Hound Tor ligger 419 meter över havet. Närmaste större samhälle är Newton Abbot, 14 km sydost om Hound 